# 1000人ROCK FES.GUNMA
1000人ROCK FES.GUNMA（1000にんロックフェスぐんま、英: 1000 People ROCK FES.GUNMA）は、群馬県渋川市で2017年から開催されているロック・フェスティバル。演奏場所は伊香保グリーン牧場。

## 概要
イタリアでフー・ファイターズの曲を1000人の演奏者を募って行ったロックフェス「Rockin'1000」を参考に、2017年に渋川青年会議所創立50周年記念事業として開催された。当初は同年の1回限りの予定だったが、問い合わせが殺到したため翌年2回目の開催が決まり、以降も恒例化している。
参加はチケット制で、ボーカル・エレキギター・エレキベース・ドラムの各パートごとに定員が設定されている。また会場への入場料を支払えば観覧も可能。なお、毎年募集時に演奏曲も発表されるが、演奏者にのみシークレット演奏曲が別途通知され、当日あわせて演奏される。

## 歴史

### 2017年
6月3日開催。群馬県を代表するバンドとして、BOØWY「B・BLUE」が演奏曲に選ばれた。
メンバーはボーカル500人、エレキギター200人、エレキベース200人、ドラム100人。同年2月4日より募集を開始し、約2週間で1000人に達した。演奏者にはにゃんごすたーも参加。当日は観客含め2500人が訪れた。
当日はアンコールとして「Dreamin'」が演奏されたほか、アンコールが起こったため「B・BLUE」を再度演奏した。
演奏曲
1. B・BLUE
2. Dreamin'
3. B・BLUE

### 2018年
6月2日開催。メンバーは前年同様、ボーカル500人、エレキギター200人、エレキベース200人、ドラム100人。
当日は前年の倍となる5000人が来場、演奏曲となるBOØWY「NO. NEW YORK」のほか計4曲が演奏された。
演奏曲
1. NO. NEW YORK
2. ONLY YOU
3. Dreamin'
4. ONLY YOU

### 2019年
6月1日開催。BOØWYを封印し、THE BLUE HEARTS「終わらない歌」が演奏曲となった。メンバーはボーカル400人、エレキギター300人、エレキベース200人、ドラム100人。
当日はSilent Sirenのメンバーも参加した。
演奏曲
1. 終わらない歌
2. リンダリンダ

この2曲は群馬県内で撮影された映画『リンダ リンダ リンダ』（山下敦弘監督）の中で、高校生バンドが演奏した曲でもあった。

### 2020 - 2022年 (非開催)
2020年5月30日開催予定として告知。演奏曲はhide with Spread Beaver「ROCKET DIVE」で、ボーカル300人・エレキギター400人・エレキベース200人・ドラム100人のメンバーが募集された。しかし新型コロナウイルス感染症の流行を受け、開催を延期。かわりに「1000人ROCK WEB SESSION」として演奏動画を募集し、編集した動画をYouTube公式チャンネルにて公開した。演奏曲は、本ロックフェスの手本となったRockin'1000に倣い、フー・ファイターズ「Learn to Fly」が選ばれた。
2021年、延期された「1000人ROCK FES.GUNMA 2020」を5月29日開催予定として告知。しかし当年も新型コロナウイルス感染症の流行が収束せず、再延期となった。代替として「1000人ROCK WEB SESSION」の第2回が開催。演奏曲はhide with Spread Beaver「TELL ME」となり、同年7月31日まで募集、10月9日に公開された。なおhide公式サイトでは、hideが「飛び入り参加」した特別バージョンの動画が公開された。
2022年、延期された「1000人ROCK FES.GUNMA 2020」を6月3日開催予定として告知。しかし万全の状態での準備目処が立たず、開催の確約ができないため、再々延期となった。

#### 1000人ROCK ACOUSTIC
延期が続く本イベントの感染症対策として、演奏人数をしぼった小規模イベント「1000人ROCK ACOUSTIC」を10月15日に行うことを発表。メンバーはボーカル30人・アコースティックギター170人・ベース50人
・パーカッション50人の計300人が募集された。演奏曲は3組のアーティストの3曲で、個別ではなく全曲演奏となる。
演奏曲
1. BOØWY「CLOUDY HEART」
2. THE BLUE HEARTS「青空」
3. hide with Spread Beaver「HURRY GO ROUND」

### 2023年
4年ぶりの開催が発表された。メンバーはボーカル100人、エレキギター600人、エレキベース200人、ドラム100人の募集で、ボーカルは飛沫感染防止から募集人数を減らした。6月3日開催予定として告知されたが、前日の雨天によるコンディション不良のため翌4日に延期され、当日の参加メンバーはボーカル100人・ギター350人・ベース100人・ドラム50人の計600人となった。
当日はhide with Spread BeaverのメンバーであるI.N.Aもギターで参加した。
演奏曲
1. ROCKET DIVE
2. ピンク スパイダー

### 2024年
6月1日開催。演奏曲はMONGOL800「小さな恋のうた」。メンバーはボーカル200人、エレキギター500人、エレキベース200人、ドラム100人の募集で、ボーカルは前年より募集人数を倍増させた。
演奏曲
1. 小さな恋のうた
2. あなたに[22]

### 2025年
5月31日開催予定として告知。演奏曲は氣志團「One Night Carnival」。メンバーは前年と同じくボーカル200人、エレキギター500人、エレキベース200人、ドラム100人を募集した。なお氣志團ボーカルの綾小路翔からは、同日新宿で氣志團のライブも行われることから「お互いに最高のロックンロールをブチかましましょう」とエールを送られた。
しかし前日の雨天によるコンディション不良のため、翌6月1日に延期され、当日の参加メンバーはボーカル150人・ギター350人・ベース100人・ドラム50人の計650人となった。
演奏曲
1. 黒い太陽[25]
2. One Night Carnival